# Equivalente rijen
Equivalente rijen zijn rijen waarvan vanaf een bepaald rangnummer, de afstand tussen overeenkomstige elementen in de twee rijen willekeurig klein wordt.

## Definitie
Stel {\displaystyle (X,d)} is een metrische ruimte. Twee rijen {\displaystyle (x_{n})} en {\displaystyle (y_{n})} in {\displaystyle X} heten equivalent als {\displaystyle d(x_{n},y_{n})\to 0}. Dit wordt vaak genoteerd met {\displaystyle (x_{n})\sim (y_{n})}. Formeel kan de definitie als volgt genoteerd worden:
{\displaystyle \forall \varepsilon >0\ \exists n_{0}\ \forall n\geq n_{0}:d(x_{n},y_{n})<\varepsilon }
Dit betekent dat voor elke gewenste nauwkeurigheidsgraad {\displaystyle \varepsilon } er een rangnummer {\displaystyle n_{0}} kan worden gevonden, waarvoor geldt dat voor elk groter rangnummer de overeenkomstige elementen uit de rijen dichter bij elkaar liggen dan {\displaystyle \varepsilon .}

## Eigenschappen
- Twee rijen {\displaystyle (x_{n})} en {\displaystyle (y_{n})} die convergeren naar een gemeenschappelijke limiet, zijn equivalent. Omgekeerd, als {\displaystyle (x_{n})_{n}} en {\displaystyle (y_{n})_{n}} equivalent zijn, geldt {\displaystyle x_{n}\to a\Leftrightarrow y_{n}\to a}
- Twee equivalente rijen {\displaystyle (x_{n})} en {\displaystyle (y_{n})} worden door een uniform continue functie {\displaystyle f} afgebeeld op twee ook equivalente rijen {\displaystyle (f(x_{n}))} en {\displaystyle (f(y_{n})).} Deze eigenschap wordt in de praktijk vaak gebruikt om aan te tonen dat een functie niet uniform continu is (met andere woorden men zoekt vaak twee equivalente rijen die door de bestudeerde functie niet worden afgebeeld op equivalente rijen). Let wel op de logische implicaties: Als {\displaystyle f} uniform continu is, dan bewaart ze de equivalentie van rijen. Als twee equivalente rijen door een functie {\displaystyle f} worden afgebeeld op twee equivalente rijen, geeft dit geen uitsluitsel over de uniforme continuïteit van die functie.

## Voorbeeld
De rijen {\displaystyle (n^{1/n})} en {\displaystyle ({\tfrac {1}{n}}+1)} zijn equivalent, want ze convergeren naar dezelfde limiet 1.